# Filip Kern
Filip Kern, död efter 1590, var en svensk ämbetsman. 
Han var från Meissen, och omtalas först 1567 som bardskärare eller fältskär vid Sala gruva. 1570 var han anställd hos Johan III och vann sedan dennes synnerliga förtroende. Han fungerade stundom som hans kammartjänare och användes som både läkare och byggmästare. Johannes Messenius berättar att det var han som tillredde det gift som skall ha ändat Erik XIV:s dagar.
Många var de byggnadsföretag, vid vilka han brukades, och ofta ingrep han i ledningen av arbetena på slottet Tre Kronor i Stockholm. 1578 fick han också överinseende över byggnadsarbetena vid Uppsala och Västerås slott. Han förordnades som befallningsman på Uppsala slott 1578 men missbrukade sin ställning och begick många våldsamheter. Därför ådrog han sig hertig Karls ovilja. 
I slutet av 1590 satt han fängslad i Stockholm, anklagad för oredlighet och maktmissbruk men frigavs inom kort. 1597 befann han sig bland Sigismunds anhängare på Åbo slott, efter vars intagande han enligt vittnesbörd av samma år blev svårt misshandlad av hertig Karl.
Han var far till:
1. Anna Filipsdotter, som i ett utomäktenskapligt förhållande med Erik Brahe (1552-1614) blev mor till Gustav Eriksson (adlad under namnet Örnevinge);
2. Elisabeth Kerner
3. Valentin Filipsson
4. Jöran Filipsson.